# 李泳熙
李 泳熙（イ・ヨンヒ、朝鮮語: 이영희、1910年3月21日または1912年 - 1977年7月7日）は、大韓民国の政治家。 第3・4代韓国国会議員。

## 経歴
慶尚南道宜寧郡出身。宜寧公立普通学校（現・宜寧初等学校）卒、京都東寺中学校（現・洛南高等学校）卒業（または中退）。 宜寧郡農会会長、初代宜寧郡教育監（教育長）、宜寧面長、国民会宜寧郡支部長、自由党宜寧郡党副委員長、国会農林委員会委員長、国会農村金融制度の確立に関する法律立法委員会委員長などを務めた。政界引退後は農業に従事した。
1977年7月7日、ソウル市内のマンションの自宅で脳溢血により死去。享年68。